# Szyszczyce (powiat pińczowski)
Szyszczyce – wieś w Polsce położona w województwie świętokrzyskim, w powiecie pińczowskim, w gminie Działoszyce.
W latach 1975–1998 miejscowość należała administracyjnie do województwa kieleckiego.

## Zabytki
Park z II połowy XIX w., wpisany do rejestru zabytków nieruchomych (nr rej.: A.635 z 19.12.1957 i z 30.10.1980).